# Bent Ånund Ramsfjell
Bent Ånund Ramsfjell (n. 30 noiembrie 1967, Oslo, Norvegia) este un jucător de curl ce a reprezentat Norvegia, medaliat olimpic. A participat la 2 ediții ale Jocurilor Olimpice (2002, 2006) în care a câștigat o medalie de aur.